# Merkstein

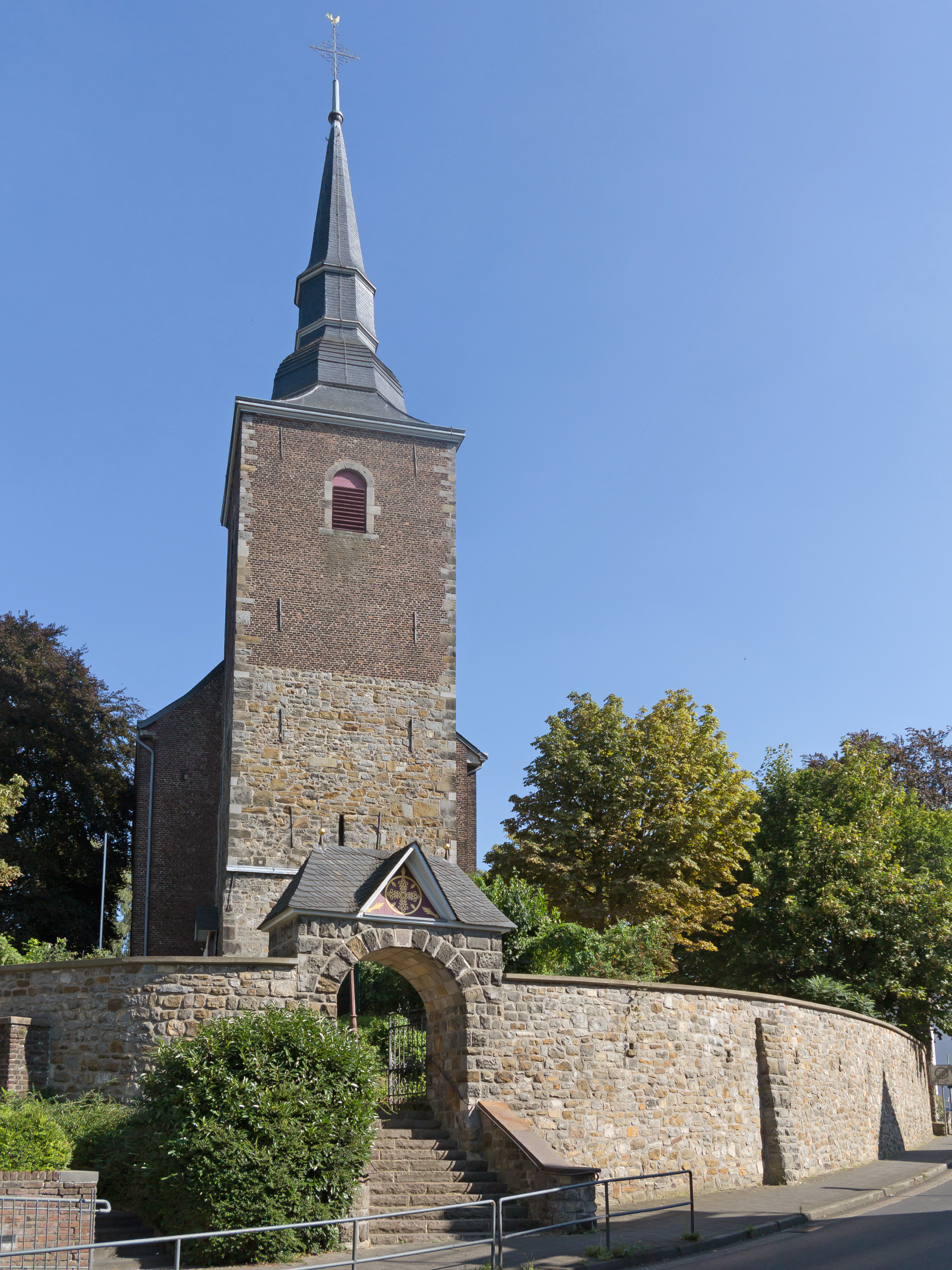
Sint-Willibrorduskerk

Merkstein is een plaats in de Duitse gemeente Herzogenrath, deelstaat Noordrijn-Westfalen.

## Geschiedenis
Merkstein werd voor het eerst vermeld in 1123, maar toen bestond er al vier eeuwen lang een houten kerkje dat gewijd was aan Sint-Willibrordus. In 1139 werd Merkstein deel van het Hertogdom Limburg. In 1815 kwam het aan Groothertogdom Beneden-Rijn, een onderdeel van Pruisen. In 1846 werd Merkstein samengevoegd met Herzogenrath. Spoedig ontwikkelde zich de steenkoolmijnbouw. In 1876 werd de mijn Nordstern geopend nabij Bierstrasse. In 1913 werd ook de mijn Adolf geopend. In 1950 werden deze mijnen onderdeel van de Eschweiler Bergwerkverein. De belangrijkste mijn, de Adolf, werd gesloten in 1972.
Tussen Merkstein en Herzogenrath bevinden zich de fabrieken van VEGLA (Vereinigten Glaswerke), een glasfabriek.

## Bezienswaardighden
- Grube-Adolf-Park is een park van 100 ha op het terrein van de voormalige mijn Adolf. Het omvat een terril met een hoogte tot 245 meter boven de zeespiegel, en verder gebouwen (met een bezoekerscentrum) en machinerieën van de voormalige mijn.
- In het zuidoosten: Berghalden Noppenberg und Nordstein en Berghalde Anna2, terrils van voormalige mijnen.
- De Sint-Willibrorduskerk heeft een westtoren waarvan het onderste deel de eerste helft van de 13e eeuw, gebouwd in breuksteen. De spits is barok. Het kerkschip is van 1746 en gebouwd in baksteen. Biechtstoelen van ongeveer 1700, hoofdaltaar, communiebank en preekstoel midden-18e-eeuws. Houten beelden (Maria, Willibrordus) toegeschreven aan Gabriel de Grupello (1644-1730). Het kerkhof heeft 17e- en 18e-eeuwse grafkruisen.
- De Sint-Theklakerk
- De Heilig Hartkerk (Herz Jesu Kirche)
- De Sint-Janskerk
- Evangelische Martin Lutherkerk (Martin-Luther-Kirche)

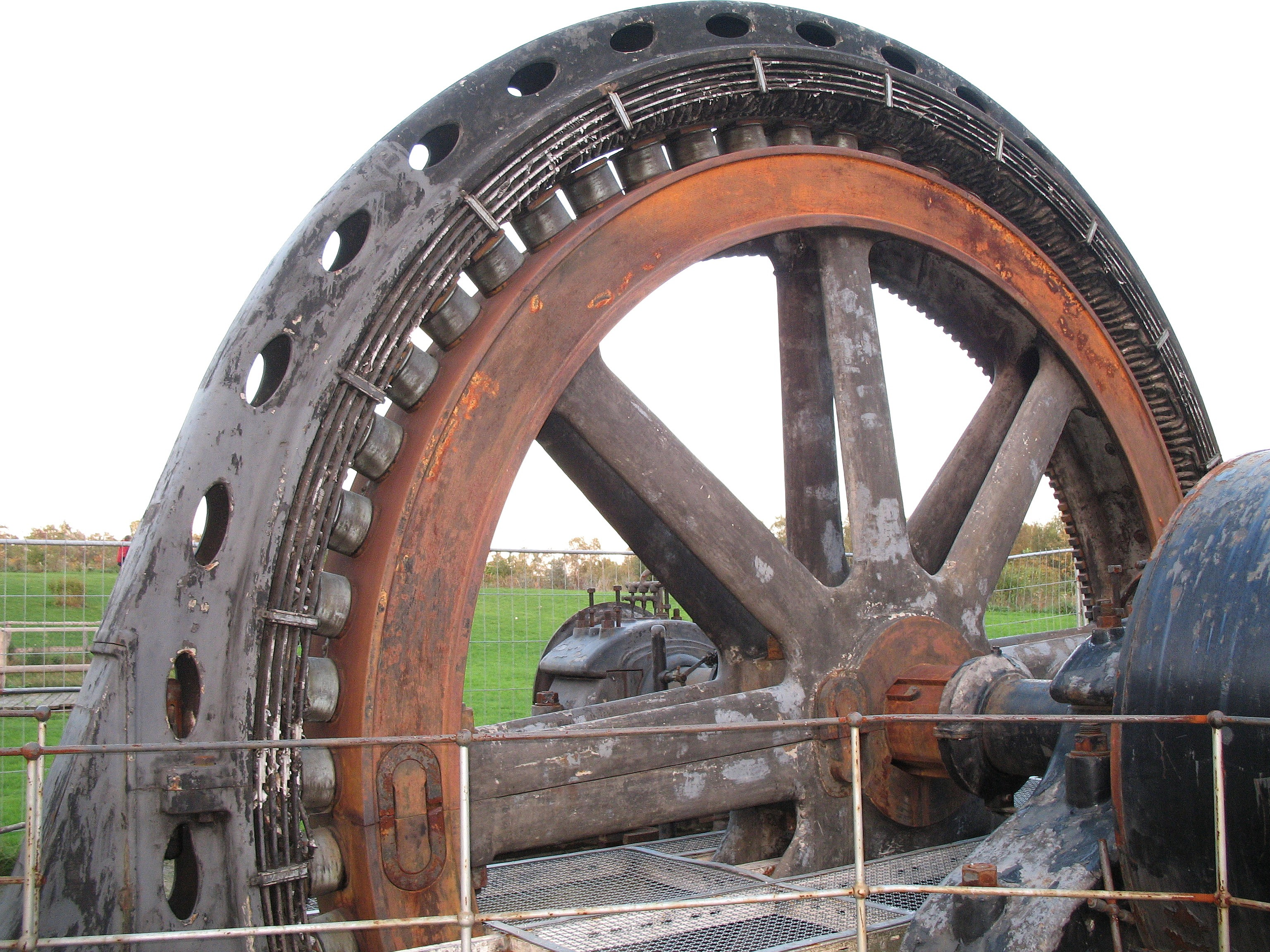
Generator in Grube-Adolf-Park

## Natuur en landschap
Merkstein ligt in een verstedelijkt gebied, op een hoogte van 154 meter. In het noorden ligt Übach-Palenberg en in het zuiden Herzogenrath, terwijl in het oosten Alsdorf ligt. Dit zijn alle verstedelijkte plaatsen. Naar het westen toe vindt men het dal van de Worm -met groeven voor Nivelsteiner zandsteen en voormalige bruinkoolgroeve- naar het oosten toe het Übachtal nördlich Merkstein. Verder vindt men er de diverse terrils.

## Nabijgelegen kernen
Hofstadt, Palenberg, Übach, Kerkrade (Haanrade), Herzogenrath
Herzogenrath · Kohlscheid · Merkstein · Niederbardenberg · Noppenberg · Straß

Stedenregio Aken · Regierungsbezirk Keulen · Noordrijn-Westfalen